# قشلاق خان اوغلان
قشلاق خان اوغلان یک روستا در ایران است که در دهستان قشلاق جنوبی واقع شده‌است. قشلاق خان اوغلان ۸۰ نفر جمعیت دارد.